# Глухий губно-зубний носовий
Глухий губно-зубний носовий — приголосний звук, що існує в деяких мовах. У Міжнародному фонетичному алфавіті записується як ⟨ɱ̊⟩ («ɱ» зі знаком глухості). Запис X-SAMPA — F_0.